# Cazengo
Cazengo è un municipio dell'Angola appartenente alla Provincia di Cuanza Nord. Ha 109.256 abitanti (stima del 2006) ed una superficie di 1.793 km².